# Klaus Rilling

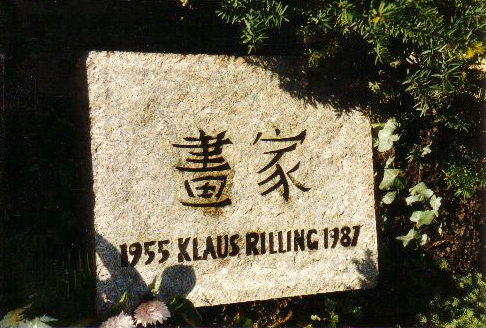
Grabmal von Klaus Rilling auf dem Hauptfriedhof in Heilbronn

Klaus Rilling (* 1. November 1955 in Heilbronn; † 9. Juni 1987 in Kiel) war ein deutscher Maler.

## Leben
Rilling begann seine berufliche Ausbildung mit einer Schriftsetzerlehre in Heilbronn. Nach Abschluss der Ausbildung bewarb er sich um einen Studienplatz an der Fachhochschule für Gestaltung, der heutigen Muthesius Kunsthochschule in Kiel. Er kam in die Klasse für Experimentelle Malerei von Professor Winfried Zimmermann und studierte zugleich bei Professor Gottfried Brockmann Malerei und Kunstgeschichte.
Nach Abschluss seines Studiums war er als freischaffender Künstler in Kiel tätig. Nach dem Tod seines Lehrers Gottfried Brockmann im Jahre 1983, übernahm Rilling das Atelier des Künstlers in dessen Haus am Düvelsbeker Weg in Kiel. Zwischen der Witwe Brockmann und Klaus Rilling bestand über den Tod von Gottfried Brockmann hinaus eine enge freundschaftliche Bindung.
Rilling lehrte von 1979 bis 1980 an der von Oskar Kokoschka gegründeten Schule des Sehens an der Internationalen Sommerakademie für Bildende Kunst Salzburg, an der er zunächst als Schüler neue Anregungen suchte. Kokoschkas Assistent Rudolf Kortokraks führte die „Schule des Sehens“ in Tuscania (Italien) weiter, an der dann auch Rilling 1981 unterrichtete.
In Zusammenarbeit mit dem Bildhauer Jörg Plickat erhielt er einen 2. Preis für einen Entwurf zum Wettbewerb für die Umgestaltung des Dammtordenkmals in Hamburg, den letztlich der österreichische Künstler Alfred Hridlicka für sich entschied.
Klaus Rilling fertigte eine große Anzahl farbintensiver Selbstporträts an, die ihn mit einer visionären Attitüde darstellen.
Rilling lebte und arbeitete bis zu seinem Tod mit seiner Muse und Lebensgefährtin Lilith, die durchgängig in seinem Werk als Modell erscheint, in Kiel. Die wirtschaftlichen Verhältnisse, in denen die beiden lebten, waren außerordentlich bescheiden.
1987 wählte Rilling in Kiel den Freitod. Er ist auf dem Heilbronner Hauptfriedhof beigesetzt. Das Urnengrab fällt durch einen Grabstein auf, der mit chinesischen Schriftzeichen (Der Maler) geschmückt ist. Klaus Rilling war Mitglied des Bundesverbandes Bildender Künstler.
Über den Verbleib seiner Bilder herrscht Ungewissheit. Einen Teil der Werke hat seine Familie übernommen.

## Maltechniken
Seine Ölbilder malte Rilling in pastosen leuchtenden Farben mit kräftigem Pinsel- und Sprachtelduktus. Er beherrschte den Holzschnitt, die Tuschezeichnung und das Aquarell.

## Beteiligung an Ausstellungen
- Bilder und Skulpturen, mit Jörg Plickat und Jos de Kleijn, Stadtbilderei Kiel 1982
- 6 × Junge Kunst aus Schleswig-Holstein, mit Jos de Kleijn, Rainer Grodnick, Jörg Plickat, Jutta Reichelt und Franziska Stubenrauch, Kulturkreis Torhaus, Hamburg 1983[3]
- Mini Print International de Cadaqués, Taller Galeria Fort, Cadaqués, Spanien 1983[4]
- 30. Landesschau des BBK Schleswig-Holstein, Kunsthaus Reichenstraße, Itzehoe 1983/84

## Einzelausstellung
- Klaus Rilling, Wassermühle Steinfurt

## Arbeiten im öffentlichen  Besitz
- Galerie Feste, Salzburg
- Kulturbesitz der Stadt Hamburg
- Kulturbesitz der Stadt Kiel

## Arbeiten in privatem Besitz
- Kunstsammlung Penz, Berlin
- Sammlung Hans-Peter Rilling, Heilbronn